# Vasileios Kotrōnias
Vasileios Kotrōnias ([vaˈsiʎos kotroˈɲas]) (in greco: Βασίλειος Κοτρωνιάς; Atene, 25 agosto 1964) è uno scacchista greco.
Ottenne il titolo di Maestro Internazionale nel 1986, e di Grande maestro nel 1990.
Ha vinto otto volte il Campionato greco: 1986, 1987, 1988, 1990, 1991, 1992, 1994 e 2006.
Dal 1998 al 2004 ha giocato per la Federazione di Cipro, per poi tornare a rappresentare la Grecia.
Ha partecipato a 12 edizioni delle olimpiadi degli scacchi dal 1984 al 2008 (nel 2000 e 2002 per Cipro, le altre per la Grecia), otto volte in prima scacchiera, col risultato complessivo di +61 =60 -27. Alle olimpiadi di Dresda 2008 ha vinto la medaglia di bronzo individuale in 2a scacchiera.
Tra le vittorie di torneo da citare Atene 1988, Komotini e Corfù 1993, Gausdal 1995, Rishon LeZion 1996, Panormo 1998.
Ha pubblicato diversi libri di scacchi, tra cui:
- Beating the Petroff (con Andreas Tzermiadianos), Sterling Pub Co., 2005
- Beating the Flank Openings, Batsford Chess Library, 1998
- Beating the Caro-Kann, Batsford Chess Library, 1994

Il suo Elo nella lista FIDE di marzo 2011 è di 2583 punti. Raggiunse il massimo rating in gennaio del 2008, con 2628 punti.